# 감정유치
감정유치(鑑定留置)는 피고인 또는 피의자의 정신이나 신체를 감정하기 위하여 일정한 기간 동안 병원이나 기타 적당한 장소에 피고인 또는 피의자를 유치하는 강제처분을 의미한다(형사소송법 제172조의 2). 검사는 감정유치가 필요한 때에는 판사에게 감정유치를 청구하여야 한다. 감정유치도 실질적으로는 구속의 의미가 있으므로 형사소송법의 구속에 관한 규정을 준용하여야 한다. 따라서 피고사건·변호인선임권 고지, 구속이유개시, 구속의 취소, 집행정지 등이 규정에 따라 행해진다.

## 같이 보기
- 대한민국 형사소송법 제172조
- 대한민국 형사소송법 제221조의3